# Willa Kim
Willa Kim, all'anagrafe Wullah Mei Ok Kim (김월라?; Orange County, 30 giugno 1917 – Vashon, 23 dicembre 2016) è stata una costumista statunitense.

## Biografia
Nata vicino a Santa Ana nel 1917, Willa Kim studiò all'Istituto delle arti della California e lavorò per Raoul Pene du Bois prima di debuttare a Broadway come costumista. Ha curato i costumi di una trentina tra opere di prosa e musical a Broadway, ottenendo per il suo lavoro cinque candidature al Tony Award ai migliori costumi e vincendone due per Sophisticated Ladies nel 1981 e per The Will Rogers Follies nel 1991. Ebbe inoltre una lunga e fruttuosa collaborazione con l'American Ballet Theatre, per cui disegnò i costumi di oltre cinquanta balletti coreografati da Eliot Feld.
Fu sposata con William Pene du Bois dal 1955 alla morte dell'uomo nel 1993. Willa Kim morì nel 2016 all'età di novantanove anni.